# Михайловка (Ішимський район)
Миха́йловка (рос. Михайловка) — присілок у складі Ішимського району Тюменської області, Росія.
Населення — 53 особи (2010, 70 у 2002).
Національний склад станом на 2002 рік:
- росіяни — 81 %